# Passa Vinte
Passa Vinte é um município brasileiro do estado de Minas Gerais. Sua população recenseada em 2022 era de 2 233 habitantes.

## História
O município foi criado em 1953, pela lei estadual nº 1039, e instalado no dia 1 de janeiro do ano seguinte.

## Topônimo
A origem do topônimo do município deve-se ao fato de os primeiros bandeirantes que desbravaram a região, ao alcançar o Rio Embaú, deveriam seguir por um outro rio afluente e cruzá-lo vinte vezes durante o percurso; para só então atingirem o Rio Carapuça e continuarem o percurso.

## Transporte
Passa Vinte também conta com um acesso ferroviário vindo pelo Rio de Janeiro ou por Minas Gerais, a Linha Tronco da antiga Rede Mineira de Viação, atualmente concedida e utilizada para o transporte de cargas. Até o ano de 1996, o município era atendido pelo Trem Mineiro, um trem de passageiros regional operado pela antiga RFFSA, que vinha da cidade fluminense de Barra Mansa e seguia pela ferrovia rumo ao município mineiro de Ribeirão Vermelho. 
A cidade também é atravessada pela Ferrovia do Aço da antiga RFFSA, uma ferrovia cargueira que a liga aos municípios de Itabirito e Volta Redonda no estado fluminense, sendo especializada no transporte de minérios desde sua inauguração local. 